# Marry U
Marry U là một bài hát của nhóm nhạc nam Hàn Quốc Super Junior. Bài hát này được sản xuất bởi Lee Soo Man và nằm trong album Don't Don. Một phiên bản ballad của bài hát được phát hành vào tháng 11 năm 2007 dưới dạng đĩa đơn.
Marry U là bài hát chính của buổi biểu diễn nhỏ đầu tiên của Super Junior, Super Junior Marry U Mini Concert.

## Vị trí trên các bảng xếp hạng
| BXH (2007)                      | Vị trí cao nhất |
| ------------------------------- | --------------- |
| Bảng xếp hạng Hàn Quốc          | 1               |
| M.NET Bảng xếp hạng M!Countdown | 2               |
| BXH 7 Bài được yêu thích        | 2               |